# Formicococcus corbetti
Formicococcus corbetti är en insektsart som beskrevs av Takahashi 1939. Formicococcus corbetti ingår i släktet Formicococcus och familjen ullsköldlöss. Inga underarter finns listade i Catalogue of Life.